# ایچ (مجارستان)
اِچ (به مجاری: Écs) یک شهرداری در مجارستان است که در ناحیه پانون‌هالما واقع شده‌است. ایچ ۱۹٫۸۳ کیلومتر مربع مساحت و ۱٬۷۵۹ نفر جمعیت دارد.